# 宮崎明日香
宮崎 明日香（みやざき あすか、1974年（昭和49年）9月10日 - ）は、フリーアナウンサー、リポーター。

## 人物
- 大分県中津市出身。慶應義塾大学法学部法律学科卒業。
- 1998年北海道放送に入社。アナウンサーとして、主にテレビ番組で活躍。
- 2001年12月31日で北海道放送を退社。東京に拠点を移し、ジョイスタッフに所属。
- 2007年9月10日入籍した事を、当時出演していた日テレNEWS24内の同年9月28日付のブログにて発表[1]。
- 2007年10月以降は、活動拠点を再び札幌に移し、札幌ウェディング&ブライダル専門学校にて講師を務める[2]。
- 現在は大阪に活動拠点を移し、大阪ウェディング&ブライダル専門学校にて講師を務める

## 過去の担当番組
HBC北海道放送アナウンサー時代
（※印はラジオ番組）
- 夕刊5ジダス（青春18きっぷを使って「3泊4日10000円日本縦断の旅」（札幌駅→西鹿児島駅）や演歌歌手デビュー企画があった）
- ビタミンTV（中継担当）
- テレポート2000
- ※直子・明日香のラジオ大好き!（高橋直子と隔週出演）

フリーアナウンサー転身後
- NNN24　
  - マーケットNavi（水曜～金曜）
  - 日本の夏! GO!SHIODOMEの夏!
  - 改革SP意見があります!~2005年の通信簿~
- 日テレNEWS24　
  - ニュース15min（水～金）
  - まーけっとNavi（月～金、月・火は東証中継担当）
  - モーニングライブ（土）
- ラジオNIKKEI　ファイナンシャルBOX（火） - 2005年4月～2007年12月

- 北海道文化放送(uhb)
  - uhbスーパーニュース（リポーター）